# Zade Dirani
Zade Dirani (árabe: زيد ديراني, nacido en 1980) es un pianista jordano-estadounidense, compositor y Embajador de Buena Voluntad de UNICEF para Oriente Medio y el Norte de África, de ascendencia damasquina, cuyas canciones que mezclan distintos géneros, se inspiran en la música latina, el pop y la música clásica. Ha actuado ante miles de personas en todo el mundo, como la Reina Isabel y Nelson Mandela, entre otros. Actualmente, reside en Amán y Barcelona.
Ha publicado ocho CDs, que reflejan sus estudios de cada cultura mientras asistía al Conservatorio Nacional de Música de Amán y al Berklee College of Music de Boston. Audiencias de todo Oriente Medio, Europa y Estados Unidos han asistido a sus actuaciones en diversos lugares. Sus álbumes han alcanzado el n.º 3 de la lista Billboard de Estados Unidos. El CD del proyecto de Zade One Night in Jordan debutó en Billboard en el n.º 2 de la lista New Age, en el n.º 5 de la lista Classical Crossover y en el n.º 11 de la lista Overall Classical. El DVD que lo acompaña también debutó en la lista de los mejores DVD/vídeos musicales de Billboard en el puesto n.º 18. Zade ha realizado numerosas giras por Estados Unidos y ha actuado en España, Francia, Inglaterra, Baréin, Emiratos Árabes Unidos, Catar, Líbano, Marruecos, Kuwait, y Egipto.

## Carrera profesional

### Primeros años
El padre de Zade es un destacado arquitecto de Amán, y sus padres asumieron que Zade se incorporaría a la empresa familiar cuando creciera. Sus primeros estudios de piano fueron de canciones francesas de Edith Piaf y Charles Aznavour. Zade empezó a tocar el piano y a componer música a los 13 años para piano y orquesta. Dio su primer concierto público a los 19 años, en el Citidal de Amán, situado en el Templo de Hércules. Con su primera canción, relató la historia de cómo su madre, que no es músico, le ayudó a escribirla. Le acompañó la Orquesta Sinfónica del Conservatorio Nacional de Música, fundado por la Reina Noor, en el que había estudiado. La gente lo describió como un "prodigio del piano".
En 1988 se trasladó a Estados Unidos para estudiar en la Universidad de Santa Clara y, más tarde, en el Berklee College of Music, donde se especializó en composición musical y en administración de empresas. Cuando empezó a hacer giras por Estados Unidos, recorrió prácticamente sin parar locales de estilo popular, como casas de huéspedes, iglesias y sinagogas, y hogares. Viajando en Greyhound y Amtraks por todo el país, llegó a tocar en 200 eventos en un año. Estableció una conexión personal con su público a través de su música y se le ha comparado con Bob Hope por la forma en que adoptó el papel de embajador a través de sus actuaciones, desarrollando una amplia base de fans.
Algunas de sus primeras grabaciones autoeditadas llegan a las listas de Billboard incluso ahora, mientras que actualmente divide su tiempo entre Los Ángeles y Miami Beach. Su álbum Beautiful World, que presenta composiciones clásicas para piano, también incluye algunos ritmos de Oriente Medio.
Los críticos han descrito su música, en su mayor parte pop fusionada con música clásica, como "más accesible" y "las estructuras son fáciles de entender".

### Princess of the night
Princess of the Night, el más reciente lanzamiento de Zade, le reúne con el pianista Richard Clayderman, en un dúo a dos pianos. Fue compuesto por el compositor y productor francés Olivier Toussaint. Esta versión moderna está llena de sensualidad y honestidad. Zade cree que la música requiere honestidad, independientemente de la técnica. Él dice: "No hay lugar para disfrazarse para la música".

### Un Piano Y Amigos
Enamorado de España, y de la mano del productor David Santiesteban, tras 20 años de carrera, se ha lanzado a grabar un disco con artistas españoles. En febrero de 2020, Zade lanzó su octavo álbum, titulado Un Piano y Amigos, y contando con colaboraciones vocales de algunos de los principales artistas españoles, como India Martínez, David DeMaría, Pitingo, Ana Mena, Eva Ruiz, Lerica, Lorena Gómez, Soraya y Paula Rojo. Zade lanzó un vídeo musical con Pitingo para la canción Las Pulseras Del Verano, como single oficial del álbum.

### Actuaciones para personajes públicos
Zade fue invitado por el Rey Abdullah y la Reina Rania de Jordania a unirse a ellos en la visita oficial de Estado al Reino Unido, donde actuó ante la Reina Isabel y la familia real británica en Londres. En mayo de 2005, Zade actuó en la Biblioteca del Congreso en Washington D. C. para celebrar el Día Nacional de Jordania por invitación del Embajador de Jordania en Estados Unidos. También fue invitado a actuar en el Foro Económico Mundial Extraordinaire 2003 en Jordania. Zade subió al escenario en un homenaje al Presidente Nelson Mandela organizado por la Fundación de las Naciones Unidas y la Fundación Mosaic en Washington D. C. Otras apariciones destacadas son "Explorando Jordania", celebrada en el Museo Nacional Smithsoniano de Historia Natural de Washington D. C..

## Labor Humanitaria

### Fundación Zade para la Paz y el Entendimiento Internacional
Para continuar con el entendimiento intercultural a través de las artes, Zade lanzó en 2005 la Fundación Zade para la Paz y el Entendimiento Internacional, cuyo objetivo es ayudar a los jóvenes músicos a compartir con el mundo una comprensión más profunda de sus culturas, ofreciéndoles una oportunidad única de ampliar sus funciones de músicos a constructores proactivos de la paz y futuros líderes comunitarios.

### Roads to You: Celebración de One World
En 2006, Zade puso en marcha un ambicioso proyecto titulado Roads to You, celebration of One World en Washington D. C., bajo el patrocinio de la Reina Noor de Jordania. Titulado Roads to You: Celebration of One World, Zade dirigió a 40 músicos de 18 países en un proyecto que mostraba a participantes de regiones devastadas por la guerra reuniéndose y trabajando en un ambiente de confianza y espíritu de equipo. La idea se le ocurrió durante un viaje de senderismo por New Hampshire. Los músicos actuaron y compartieron su patrimonio con sus compañeros de gira; participaron en más de 100 presentaciones culturales en instituciones educativas y funciones comunitarias/civiles en cada ciudad; con sus familias y amigos de acogida; y con sus propias familias en casa a su regreso. La recaudación se destinó a organizaciones y causas benéficas.
La gira de concierto Roads to You incluyó composiciones de las tres grabaciones de Zade, entre ellas su CD Beautiful World, publicado en mayo de 2006, inspirado en su herencia de Oriente Medio. La visión de Zade de los músicos como líderes mundiales que establecen conexiones a través de la música y la cultura, se manifestó en la gira.
Su segundo CD, Roads to You, salió a la venta en junio de 2004 en Estados Unidos con influencias árabes y latinas interpretadas por el Coro y la Orquesta Filarmónica de la Ciudad de Praga. Una de las canciones del CD, titulada Kingdom of Peace, fue presentada en los Juegos Olímpicos de Invierno de 2006, cuando el equipo japonés de patinaje artístico compitió con esta canción. Esa canción, y el CD Roads to You, es el esfuerzo colectivo de más de cien músicos de diferentes partes del mundo, y se grabó en Miami, Beirut, Praga y Los Ángeles. Roads to You permaneció en las listas de Billboard más de 20 semanas. Su CD de debut, autotitulado Zade, salió a la venta en abril de 2003, y contó con un gran número de músicos invitados de Oriente Medio y Estados Unidos, como Charlie Bisharat al violín, Chris Chaney al bajo, Alanis Morissette, Jane's Addiction, Gabriel Gordon a la guitarra eléctrica, Natalie Merchant, e Imane Houmsey al kanoon, Fairouz y Julia Boutros. El álbum permaneció en las listas de Billboard durante 13 semanas. El CD fue apoyado con actuaciones en todo el mundo, y una extensa "gira de conciertos locales" en los Estados Unidos.

### One Night in Jordan: A Concert for Peace
Artículo principal: One Night in Jordan: A Concert for Peace
Una noche en Jordania fue un acontecimiento sin precedentes en el que más de 90 músicos de élite de más de 40 naciones fueron dirigidos por Zade en uno de los Anfiteatros Romanos más antiguos del mundo, en Amán (Jordania). El concierto contó con la Royal Philharmonic Orchestra de Londres, dirigida por Ashley Irwin. Dirigido por Danny O'Donovan, el equipo de producción se desplazó en aviones fletados desde Dubái, Londres y Los Ángeles, con más de 50 toneladas de equipo de última generación, incluidas 15 cámaras HD, y también se utilizó un helicóptero aéreo para filmar el evento. A finales de año se emitió un Especial de Televisión en todo el mundo. El álbum fue publicado el 9 de febrero de 2010 por ZD Records y distribuido por EMI. El DVD del concierto fue publicado el 9 de marzo de 2010 por ZD Records y distribuido por EMI. El concierto se emitió en las emisoras de PBS en 2010 y 2011.

### Labor con UNICEF
Zade trabaja con músicos aspirantes y de renombre mundial, para promover el entendimiento cultural y difundir un mensaje de paz y coexistencia. En agosto de 2016 fue nombrado embajador regional de UNICEF para Oriente Medio y el Norte de África,  con el objetivo de abogar por los niños atrapados en la violencia, los conflictos y la pobreza.
Con UNICEF, actuó en el campo de refugiados de Al Zaatari, en Jordania, lo que más tarde inspiró la creación de Musiqati o ''Mi música'', el primer programa de musicoterapia del mundo diseñado específicamente para los niños de los campos de refugiados, el cual puso en marcha en el campo de refugiados de Azraq. El programa ayuda a los niños refugiados sirios a afrontar los traumas y las pérdidas haciendo música, al tiempo que mejora sus habilidades para comunicarse y expresarse, y la cooperación en grupo. El programa fue diseñado por expertos en protección infantil y musicoterapia en consulta con niños y adultos que viven en los campos de refugiados sirios en Jordania.
La evaluación del programa, que se puso a prueba durante un año en el campo de refugiados de Azraq en los centros para niños de Makani para más de 4.000 niños, muestra que el 65% de los niños participantes mostraron un progreso significativo en términos de su participación, capacidad de esperar y tomar turnos, toma de decisiones, trabajo con otros y capacidad de expresarse con confianza.
Zade también colaboró con UNICEF en la creación de la canción Heartbeat, compuesta por Zade, con producción de David Santisteban y letra de Jad Rahbani. La canción está interpretada por Ansam, una niña de 10 años desplazada en Siria que nació ciega. El vídeo se grabó en una zona de Siria muy dañada por los combates. Los niños que forman parte del coro son todos desplazados internos y participan, junto con Ansam, en programas de apoyo psicosocial de UNICEF. En el vídeo aparecen divirtiéndose, como deben hacerlo los niños. Ansam calificó la canción como "un mensaje de esperanza de los niños de Siria a los niños y a la gente del mundo, con una simple petición de recuperar su infancia".

### Recollect Beirut
A las 18.30 horas, cuarenta días después de la explosión del puerto de Beirut, Zade se unió a otros destacados artistas del Líbano, cerca del puerto de Beirut, para consolar a los afligidos y rendir tributo a los fallecidos, en la presentación Recollect Beirut;. 250 cantantes de todo el Líbano actuaron para honrar a las víctimas.

## Discografía

### Álbumes
| Álbum                      | Año  | Pistas | Duration      |
| Un Piano y Amigos          | 2020 | 11     | 40 min 18 seg |
| Mediterrani                | 2015 | 10     | 36 min 40 seg |
| One Night in Jordan (Live) | 2010 | 13     | 1 h 13 min    |
| Beautiful World            | 2006 | 10     | 46 min 21 seg |
| Roads to You               | 2004 | 11     | 47 min 21 seg |
| Zade                       | 2003 | 12     | 46 min 57 seg |

### Sencillos y Eps
| Álbum                   | Año  | Pistas | Duración      |
| Princess of the Nights  | 2021 | 1      | 3 min 43 seg  |
| Tango 75                | 2021 | 4      | 14 min 59 seg |
| Las Pulseras del Verano | 2019 | 1      | 3 min 44 seg  |
| A Mother’s Prayer       | 2013 | 1      | 4 min 44 seg  |
| The Capitol Sessions    | 2011 | 6      | 21 min 55 seg |

### Compilaciones
| Álbum                | Año  | Pistas | Duración      |
| My Arabic Collection | 2020 | 12     | 55 min 36 seg |
| Solo Piano           | 2020 | 9      | 31 min 45 seg |
| Piano Love Songs     | 2007 | 10     | 39 min 4 seg  |

## Premios
En octubre de 2004, Zade recibió el Premio a los Logros Distinguidos del Comité Estadounidense contra la Discriminación Árabe por su labor de promoción del entendimiento global a través de las artes. También ha recibido el Premio del Ministerio de Educación de Jordania para las Artes y el Premio Árabe-Americano de Música, Arte y Literatura (AMAL).